# Johan Borgen
Johan Collett Müller Borgen (Kristiania, 28 de abril de 1902 – ibídem, 16 de outubro de 1979) foi um escritor, jornalista e crítico literário norueguês. Usou o  pseudónimo literário   Mumle Gåsegg nos artigos jornalísticos do Dagbladet, durante a Segunda Guerra Mundial. 

## Biografia
Nasceu no seio de uma família da classe média e casou-se com Annemarta Borgen. Foi detido, devido ao seu ativismo na luta contra o nazismo e foi enviado para um campo de concentração. Contudo, conseguiu escapar e fugiu para a Suécia, pais neutral durante a Segunda Guerra Mundial. Entre 1954 e 1959, trabalhou como editor da revista literária como editor de la revista literaria Vinduet (em português: "A Janela").

## Prémios
- 1945 Gyldendals legat
- 1955 Premio Literario da Crítica Norueguesa
- 1965 Doblougprisen
- 1965 Bokhandlerprisen por Lillelord
- 1967 Prémio Literário do Conselho Nórdico